# Petalium uniperforatum
Petalium uniperforatum är en skalbaggsart som beskrevs av Ford 1973. Petalium uniperforatum ingår i släktet Petalium och familjen trägnagare. Inga underarter finns listade i Catalogue of Life.